# Сивьеро, Хорхе Луис
Хо́рхе Луи́с Сивье́ро Влаху́ссич (исп. Jorge Luis Siviero Vlahussich; 13 мая 1952, Монтевидео, Уругвай) — уругвайский футболист и футбольный тренер. В течение 80-х годов он стал одним из ключевых игроков чилийского «Кобрелоа». Закончив карьеру игрока, он в 1986 году возглавил команду как тренер. Сивьеро провёл блестящую карьеру в качестве нападающего, которая длилась в течение почти трёх десятилетий. Он становился лучшим бомбардиром в чемпионате Уругвая и Чили, сыграл в двух финалах Кубка Либертадорес и выиграл Золотой кубок чемпионов мира по футболу с национальной сборной.

## Карьера

### Игрок
Хорхе Луис Сивьеро дебютировал на профессиональной арене в конце 60-х в составе «Расинг Монтевидео», с ним играли и другие видные футболисты, такие как Сантос Ириарте, Вальтер Корбо и Фернандо Морена.
После ухода из «Расинга» Сивьеро выступал за «Серро» и «Рентистас». В 1977 году он решил попытать счастья в мексиканском футболе и провёл по сезону в «Сан-Луисе» и «Депортиво Неса». Вернувшись в Уругвай, нападающий провёл один из лучших своих сезонов с «Суд Америка», с которыми он стал лучшим бомбардиром чемпионата в 1980 году.
В 1981 году Сивьеро был вызван Роке Масполи в сборную Уругвая для участия в Золотом кубке чемпионов мира (Мундиалито). Сивьеро, однако, в конечном итоге проиграл конкуренцию за место в основе Вальдемару Викторино, который стал лучшим бомбардиром турнира и помог Уругваю выиграть Мундиалито.
Параллельно в Чили «Кобрелоа» искала нападающего, который заменил бы ушедшего Нельсона Педетти. Тренер чемпиона Чили, Висенте Кантаторе, изначально хотел подписать Викторино. Однако переговоры зашли в тупик, и Кантаторе по рекомендации Луиса Гаристо и Ладислао Мазуркевича переключился на Сивьеро.
Сивьеро был хорошо принят командой. Он получил прозвище «Лев» и провёл в клубе следующие четыре сезона. За это время он выиграл чемпионский титул и титул лучшего бомбардира (1982 год). Кроме того, он дважды играл в финале Кубка Либертадорес в 1981 и 1982 годах против «Фламенго» и «Пеньяроля» соответственно, в обоих финалах «Кобрелоа» терпела поражения. Сивьеро был лучшим иностранным бомбардиром клуба в течение почти двух десятилетий с 98 голами, его рекорд был побит в 2006 году аргентинцем Хосе Луисом Диасом.
В 1985 году он перешёл в «Сан Маркос де Арика» и вернулся в «Кобрелоа» через год, в 1986 году он закончил карьеру игрока и стал тренером «шахтёров».

### Тренер
Сивьеро тренировал «Кобрелоа» в течение двух сезонов. В них команда выиграла кубок Чили по футболу 1986 года и право на участие в Кубке Либертадорес, клуб достиг полуфинала турнира в 1987 году. Однако в апреле 1988 года команда вылетела из кубка Чили.
В 1990 году он возглавил «Депортес Антофагаста», с которым выиграл Апертуру Второго дивизиона. Возглавив «Рейнджерс Талька», Сивьеро хотел получить повышение в первый дивизион, но в плей-офф за повышение его команда заняла последнее место.
Сивьеро был уволен из «Рейнджерс», и в 1991 году он был нанят «Депортес Консепсьон» для участия в Кубке Либертадорес. Год спустя он возглавил «Кокимбо Унидо». Следующим клубом Сивьеро стал «Сантьяго Уондерерс», который он тренировал в течение четырёх сезонов и выиграл Примеру В в 1995 году. Кроме того, во время долгого пребывания в клубе Сивьеро дебютировали такие игроки, как Мойсес Вильярроэль, Давид Писарро, Клаудио Нуньес, Рауль Муньос, Рейнальдо Навия, Родриго Куэвас, Хорхе Орменьо и многие другие.
В 1999 году Сивьеро занял пост тренера «Эвертон Винья-дель-Мар», который вывел в первый дивизион, обыграв в плей-офф за повышение «Депортес Икике». В 2001 году он вернулся в «Сантьяго Уондерерс», который на то время оказался в третьем дивизионе. После недолгого пребывания в «Унион Ла-Калера» Сивьеро переехал в Венесуэлу. В 2004 году он тренировал «Унион Атлетико Маракайбо», с которым достиг 1/8 финала Кубка Либертадорес. Затем он возглавил «Италмаракайбо», где оставался до 2005 года.
Его последним местом работы был «Пуэрто-Монтт», который он тренировал в 2007 году. Перед Сивьеро была поставлена трудная задача — избежать вылета после посредственного выступления в предыдущем сезоне при Ф. Кавальери. Работа Сивьеро сразу стала бросаться в глаза, клуб получал очки и имел лучшую результативность, чем в предыдущем сезоне.
Сивьеро в дальнейшем получал предложения от клубов первого и второго чилийского дивизиона, но так и не принял ни одно из них. В настоящее время Сивьеро проживает в Винья-дель-Мар.